# IC 3326
IC 3326 је галаксија у сазвјежђу Береникина коса која се налази на листи објеката дубоког неба у Индекс каталогу.
Деклинација објекта је + 23° 46' 6" а ректасцензија 12h 25m 52,7s. Привидна величина (магнитуда) објекта IC 3326 износи 15,7 а фотографска магнитуда 16,5.